# Ochotona gloveri
Thỏ cộc Glover (Ochotona gloveri) là một loài động vật có vú thuộc Họ Ochotona của Bộ Thỏ. Lông lưng mùa hè của chúng có màu xám ảm đạm, nâu xám, hoặc màu nâu trà. Lông lưng mùa đông tương tự như lông lưng mùa hè, nhưng có tông màu nhẹ hơn. Loài này đặc hữu của Trung Quốc, chúng được tìm thấy ở những khu vực rất cao của vùng đông bắc Tây Tạng, tây nam Thanh Hải, tây Tứ Xuyên và tây bắc Vân Nam. Chúng là loài hầu như ăn cỏ, và được biết là hay làm những đống cỏ khô trong hang để sống xót qua mùa đông. Chúng được Liên minh Bảo tồn Thiên nhiên Quốc tế đánh giá là một loài ít quan tâm. Chúng cũng được đánh giá là ít quan tâm trong danh sách đỏ của Trung Quốc. Chúng được mô tả lần đầu tiên vào năm 1922, bởi Michael Rogers Oldfield Thomas.